# Comuna Mogoșești, Herța
Mogoșești (în ucraineană Байраки, transliterat: Bairakî) este o comună în raionul Herța, regiunea Cernăuți, Ucraina, formată din satele Becești și Mogoșești (reședința).

## Demografie
Componența lingvistică a comunei Mogoșești
     Română (98,73%)
     Alte limbi (1%)
Conform recensământului din 2001, majoritatea populației comunei Mogoșești era vorbitoare de română (98,73%), existând în minoritate și vorbitori de alte limbi.